# Carlos Ruesga
Carlos Ruesga Pasarin, né le 10 mars 1985 à Gijón, est un handballeur espagnol. Il évolue au poste de demi-centre au Sporting CP.

## Carrière

### En club
Compétitions nationales
- Deuxième du Championnat d'Espagne (1) : 2007
- Vainqueur de la Coupe ASOBAL (2) : 2009, 2016
  - Finaliste en 2006 et 2007
- Vainqueur de la Coupe du roi (1) : 2016
- Vainqueur de la Supercoupe d'Espagne (2) : 2005, 2015
- Vainqueur du Championnat de Hongrie (2) : 2014, 2015
- Vainqueur de la Coupe de Hongrie (2) : 2014, 2015
- Vainqueur du Championnat d'Espagne (1) : 2016
- Vainqueur du Championnat du Portugal (2) : 2017, 2018

Compétitions internationales
- Vainqueur de la Coupe Challenge (1) : 2017
- Finaliste de la Ligue des champions (1) : 2006

## En équipe nationale
- Médaille d'or au Championnat du monde 2013,  Espagne
- Médaille de bronze au Championnat d'Europe 2014,  Danemark